# Frank Herbert’s Dune
Frank Herbert’s Dune – przygodowa gra akcji wyprodukowana przez Widescreen Games oraz wydana przez Cryo Interactive w 2001 roku na Microsoft Windows i PlayStation 2.

## Fabuła
W 10191 roku dwa wielkie rody Atrydów i Harkonenów toczyły ze sobą walkę o kontrolę nad planetą Arrakis, znaną również jako Dune.
W czasie walki dzięki tajnemu porozumieniu z Imperatorem, Harkoneni zdobyli przewagę. W rodzie Atrydów ocalały dwie osoby: Jessica – konkubina księcia oraz jego syn Paul Atryda. Uciekli oni przed śmiercią do społeczności Fremenów, rdzennej nacji zamieszkującej pustynie Arrakis.
Gracz wciela się w postać Paula Atryda, który będzie pomagał Fremenom w ich walce o niepodległość oraz będzie walczył z Harkonenami.
Akcja gry została osadzona w świecie fantastycznym powieści Franka Herberta.

## Rozgrywka
Grę oparto na trójwymiarowym silniku graficznym z widokiem z perspektywy trzeciej osoby. W czasie rozgrywki postać gracza rozwija swoje umiejętności walki.